# The Joshua Tree Tour

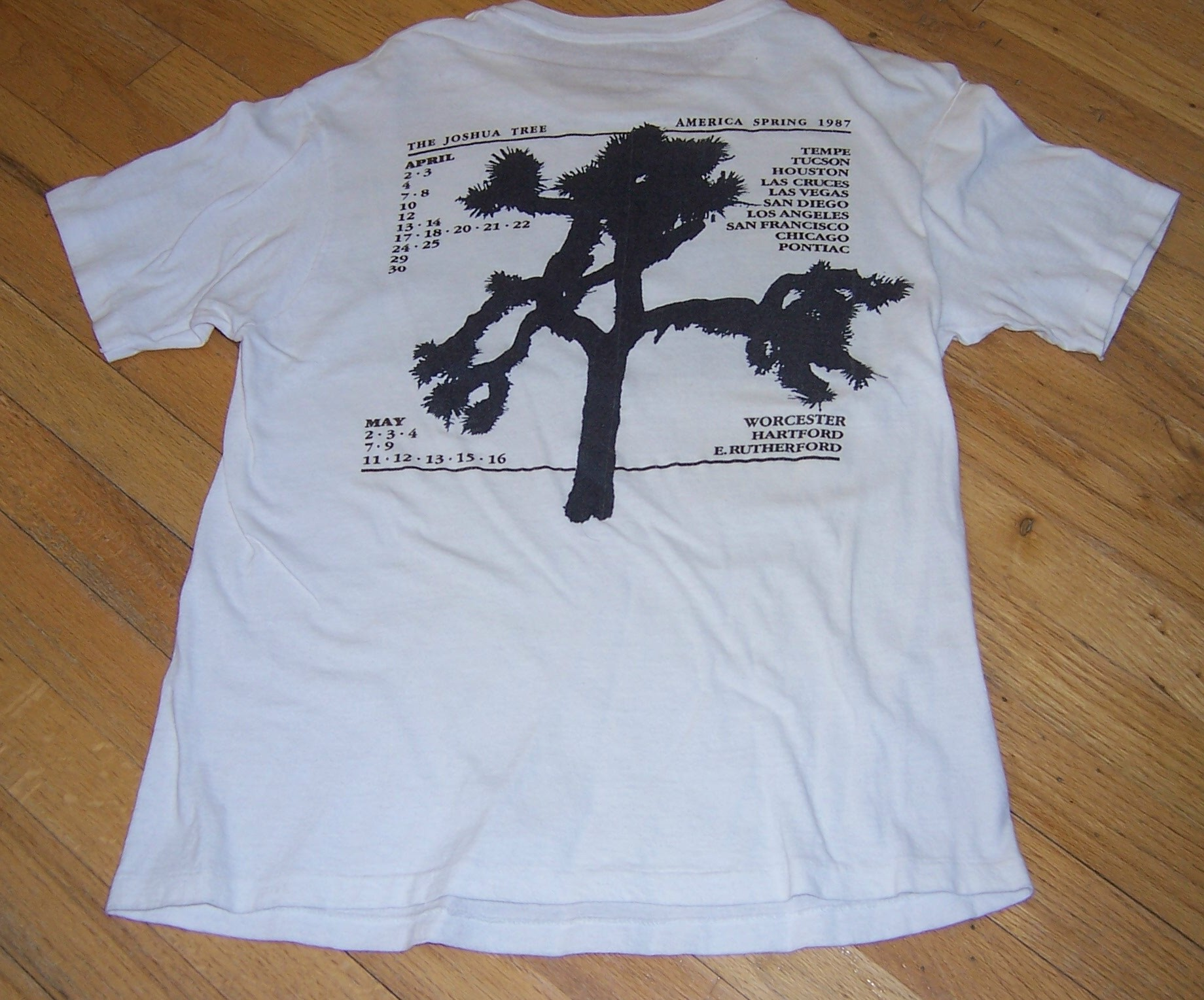
T-shirt van The Joshua Tree Tour

The Joshua Tree Tour is een tour van de Ierse band U2.
De tour werd gehouden ter promotie van het album The Joshua Tree.

## 1st leg
De zogenaamde 1st leg ("eerste poot") vond plaats in de Verenigde Staten. Deze leg begon op 2 april 1987 in het Arizona State University Activity Center in Tempe, Arizona en werd op 16 mei 1987 in de Meadowlands Arena in East Rutherford beëindigd.

## 2nd leg
De 2nd leg ("tweede poot") begon op 27 mei 1987 in het Stadio Flaminio in Rome en eindigde op 8 augustus datzelfde jaar in Pairc Ui Chaoimh in Cork.
Tijdens deze leg stond U2 op 10 en 11 juli in het Feyenoord-stadion in Rotterdam met The Pretenders in het voorprogramma.

## 3rd leg
De 3rd leg ("derde poot") van The Joshua Tree Tour door Noord-Amerika begon op 10 september 1987 in het Nassau Coliseum in Uniondale en werd op 20 december in het ASU Sun Devil Stadium afgesloten in Tempe, Arizona.
Tijdens de 3rd leg werden filmopnames gemaakt voor de concertfilm Rattle and Hum.
Bono · The Edge · Adam Clayton · Larry Mullen jr.